# Таймалар
«Таймалар» — шнява Азовского флота Русского царства, находившаяся в составе флота с 1702 по 1716 год. Во время несения службы принимала участие в русско-турецкой войне 1710—1713 годов в районе Азова и Таганрога, а после передачи Азова Османской империи уведена в Черкасск, где по окончании службы была разобрана.

## Описание судна
Парусная шнява с деревянным корпусом, длина судна составляла 18 метров, ширина — 4,9 метра, а глубина интрюма — 2 метра. Артиллерийское вооружение судна составляли 8 орудий, а экипаж состоял из 41 человека.

## История службы
Шнява «Таймалар» была заложена на стапеле Рамонской верфи 15 (26) сентября 1702 года и после спуска на воду вошла в состав Азовского флота России. Строительство шнявы вёл кораблестроитель Иван Федотов.
Принимала участие в русско-турецкой войне 1710—1713 годов, в кампанию 1711 года в мае перешла из Азова в Таганрог, где находилась эскадра под командованием вице-адмирала К. И. Крюйса. 19 (30) июля и 23 июля (3 августа) при появлении у Таганрога судов турецкого флота в составе этой эскадры выходила в море им на встречу, однако корабли противника уходили, не принимая боя.
После заключения мирного договора, передачи Азова Османской империи и уничтожения укреплений в Таганроге, шнява была уведена в Черкасск.
По окончании службы в 1716 году шнява «Таймалар» была разобрана

## Командиры шнявы
Командирами шнявы «Таймалар» в составе Российского флота в разное время служили:
- капитан-лейтенант Витус Беринг (до августа 1711 года)[2][5].